# Carl Steffeck

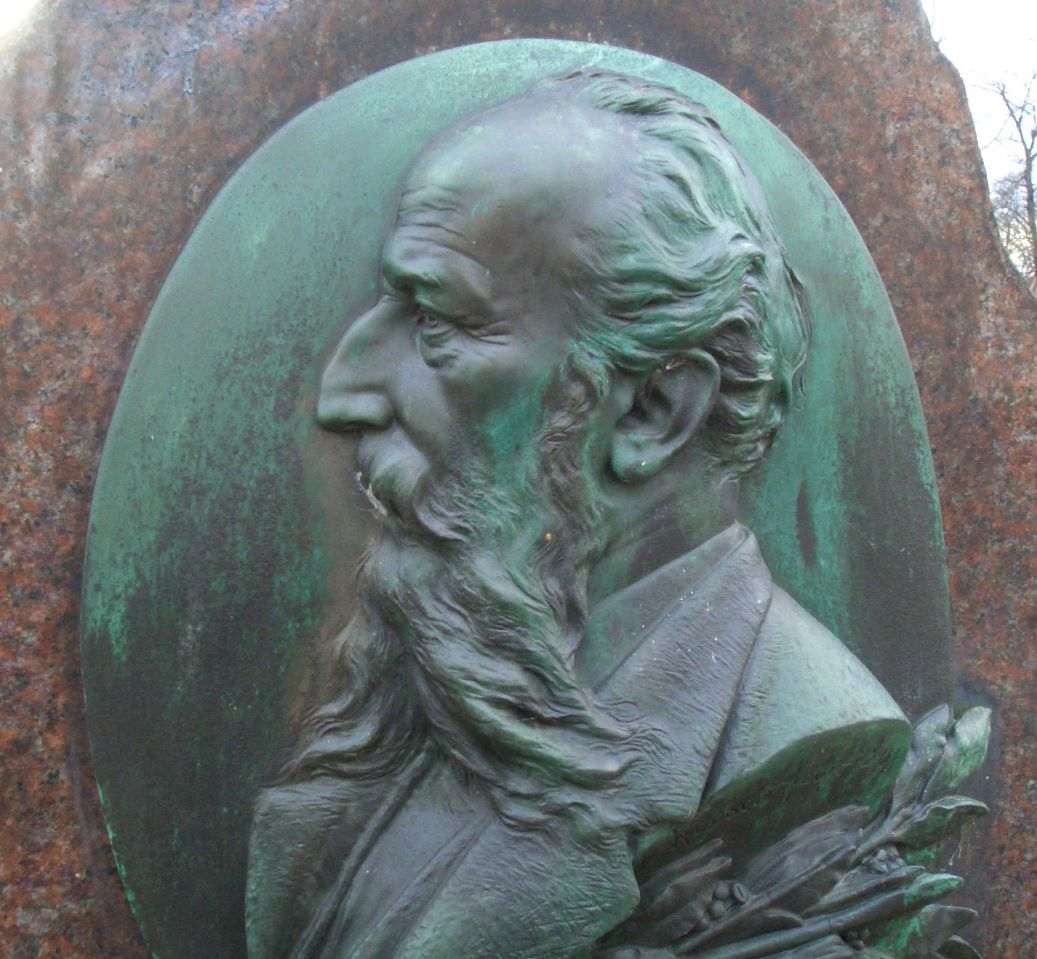
Médaillon de Carl Steffeck sur sa tombe au cimetière français de Berlin (œuvre de Friedrich Reusch)

Carl Constantin Heinrich Steffeck, né le 4 avril 1818 à Berlin et mort le 11 juillet 1890 à Königsberg, est un peintre allemand. Il est connu aujourd'hui surtout pour ses chevaux et ses chiens.

## Biographie

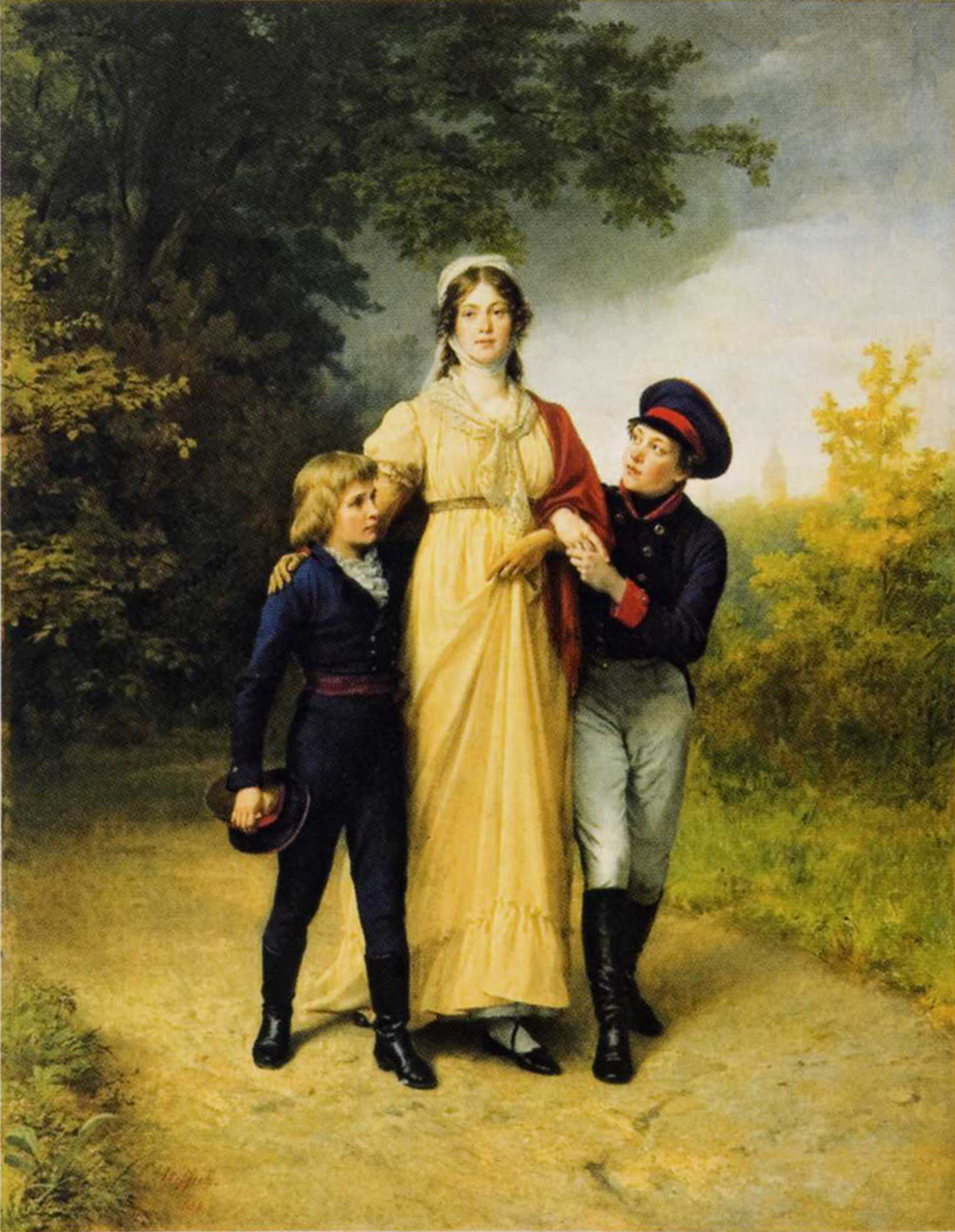
La Reine Louise et ses fils Frédéric-Guillaume et Guillaume

Steffeck fréquente dans sa jeunesse l'académie des arts de Berlin. Il entre en 1837 à l'atelier de Franz Krüger, peintre de chevaux, puis à celui de Carl Joseph Begas. Il voyage en 1839 à Paris, où il étudie pendant deux mois dans l'atelier de Paul Delaroche. Il apprend à connaître l'œuvre d'Horace Vernet. De 1840 à 1842, il fait son Grand Tour d'Italie.
Il se spécialise à son retour dans la peinture animalière, en particulier de chevaux et d'animaux de chasse, mais pas uniquement. Son tableau d'Histoire Albert-Achille au combat avec les Nurembergois, autour d'un étendard de 1848, qui excelle par la maîtrise de la représentation des chevaux, est acquis en 1864 par la Nationalgalerie de Berlin.
Il peint aussi de nombreux petits portraits, quelques grandes peintures d'histoire, nombre d'aquarelles, réalise des gravures et des lithographies, et bien sûr toute sorte de représentations de chevaux. Son élève Max Liebermann relate qu'il avait l'habitude de peindre des petits formats de chevaux ou de cavaliers pour six frédérics d'or, de telle sorte que les acheteurs pouvaient les emporter facilement chez eux.
Steffeck se consacre aussi à l'enseignement à partir des années 1850. Il compte parmi ses élèves Hans von Marées. Il est professeur en 1859 à l'académie de Berlin, et à partir de 1880 il est directeur de l'académie des arts de Königsberg.
Il meurt brusquement d'une attaque cardiaque en 1890. Il est enterré au cimetière français de Berlin. Il est remplacé à l'académie par Max Schmidt.

## Quelques œuvres

### Peintures d'histoire

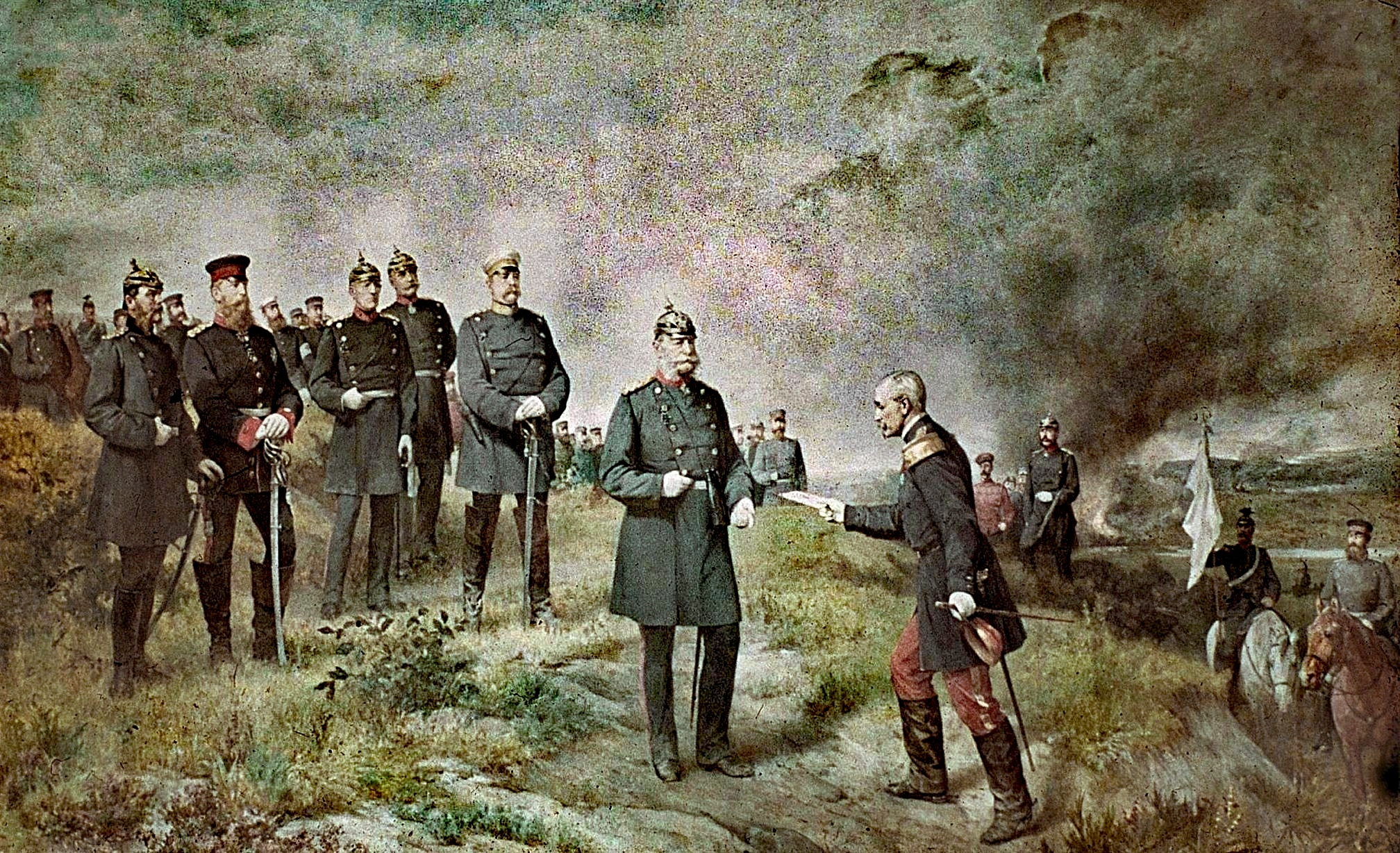
Le Général Reille transmettant la lettre de Napoléon III au roi Guillaume de Prusse sur le champ de bataille de Sedan

- Albrecht Achilles im Kampf mit den Nürnbergern um eine Standarte (1848)
- L'Exécution de Robert Blum dans la Brigittenau (Vienne, 1848)
- L'Attaque du 1er dragon à Königgrätz (1867)
- Le Vainqueur de Königgrätz félicité pour ses batailles
- Le Général Reille transmettant au roi Guillaume de Prusse la lettre de Napoléon III sur le champ de bataille de Sedan (1884, fresque)
- Cycle de peintures d'Histoire de Prusse pour le gymnasium de Königsberg, dont:
  - Entrée du grand-maître Siegfried von Feuchtwangen à Marienbourg en 1309
  - La Reine Louise et ses fils Frédéric-Guillaume et Guillaume à Luisenwahl[1]
- Les uniformes de l'armée prussienne (onze tableaux pour le Hohenzollern-Museum de Berlin)

### Portraits
- Charles de Prusse à cheval, ou le chasseur rouge
- Guillaume Ier à cheval
- Le Kronprinz Frédéric-Guillaume à cheval
- Manteuffel à cheval
- Portrait du professeur Franz Ernst Neumann
- Autoportrait
- Le consul Staegemann à cheval
- Portrait de Johann Gottfried Schadow

### Peinture animalière
- Pferdeschwermme

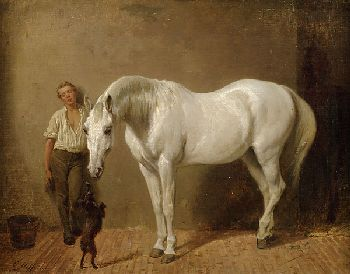
Cheval blanc, chien et palefrenier

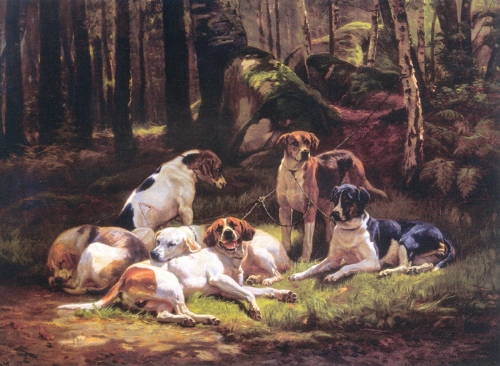
Chiens (1856)

- Zwei Wachtelhunde um einen Sonnenschirm streitend (1850)
- Der lauernde Fuchs
- Arbeitspferde (1860)
- Halali (1862)
- Pferdekoppel (1870)
- Wochenvisite (1872)
- Wettrennen (1874)
- Die Stute mit dem toten Füllen
- Zigeunerknabe durch einen Wald reitend

### Autres
L'Ascension du Christ, tableau d'autel de la chapelle protestante de Carlsbad

## Liens externes

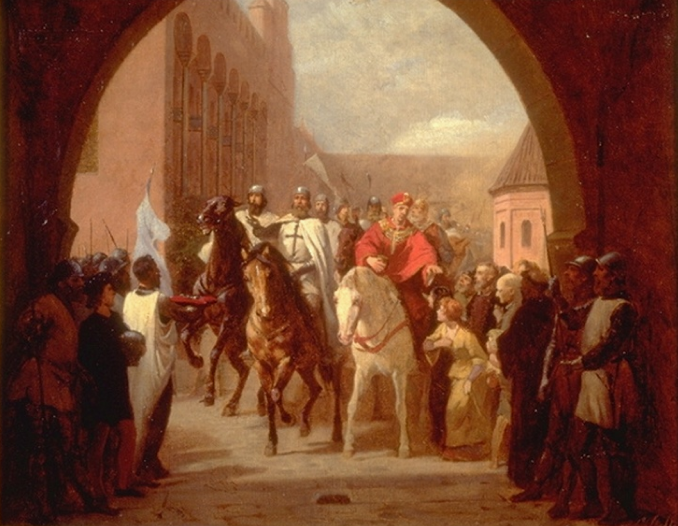
Entrée du grand-maître teutonique à Marienbourg en 1309